# إدموند سونينبليك
إدموند هيرام سونينبليك (بالإنجليزية: Edmund Sonnenblick)‏ (7 ديسمبر 1932 - 22 سبتمبر 2007)، باحث طبي وطبيب قلب أمريكي. شكّلت دراساته على وظيفة الخلية العضلية القلبية في ستينيات القرن العشرين أساسًا لكل من الفيزيولوجيا القلبية الوعائية والعلاج الحديث لأمراض القلب الوعائية، ما أمكن تطوير مثبط الإنزيم المحول للأنجيوتنسين. في عام 1962، نُسب إليه الفضل أيضًا كونه الشخص الأول الذي يصور العضلة القلبية ضمن ظروف مضبوطة علميًا باستخدام المجهر الإلكتروني. على الرغم من أن أفكار سونينبليك عن العلاقة بين بنية القلب البشري ووظيفته تُعد اليوم منطقًا طبيًا علميًا، فقد كانت جديدة تمامًا في ذلك الوقت.
كتب طبيب القلب في هارفرد، يوجين برونولد، عن رأيه في اكتشافات سونينبليك: «يحتل إدموند سونينبليك مكانًا مرموقًا إلى جانب إرنست ستارلينغ وكارل ويجرز وقلة قليلة من العظماء المخلدين من أطباء القلب والأوعية الدموية في القرن العشرين». بعد وفاة سونينبليك في 2007، استذكر رثاءٌ نُشر في الصحيفة الخاضعة لمراجعة الأقران، أبحاث الدورة الدموية، استذكر أن سونينبليك «ببساطة، عملاقٌ فكريّ في مجال أبحاث القلب والأوعية الدموية، وإن العمل الذي أنجزه سيشكّل إلى الأبد العلاجات الحالية لأمراض القلب».

## نشأته
وُلد إدموند سونينبليك في نيو هيفن، كونيتيكت في 7 ديسمبر 1932 لإسرائيل «آيرا» وروزاليند سونينبليك. نشأ سونينبليك في هارتفورد، كونيتيكت، وبعد تخرجه بمرتبة الشرف الأولى في صف مدرسته الثانوية، التحق بجامعة ويسليان.

## مسيرته المهنية
بعد إتمامه لبكالوريوس الآداب في جامعة ويسليان، التحق سونينبليك بمدرسة طب هارفرد. تخرج بامتياز في عام 1958، وبدأ إقامته الطبية في مستشفى كولومبيا المشيخي في نيويورك. في أثناء إقامة سونينبليك، نُسب إليه الفضل في كونه الشخص الأول الذي يستخدم المجهر الإلكتروني لتصوير العضلة القلبية ضمن ظروف مضبوطة علميًا بحيث يقارن قياسات بنية عضلة القلب مع قوة تقلصاتها. مع إتمامه لإقامته في كولومبيا في عام 1960، انتقل إلى معاهد الصحة الوطنية الأمريكية، حيث تعاون مع شخصيات من مثل ستانلي سارنوف ويوجين برونولد وهنري سبوتنتز.

## حياته الشخصية
في عام 1954، تزوج سونينبليك من ليندا بلاند، ابنة تشيستر بلاند، رئيس شركة كولت الصناعية من عام 1955 وحتى 1958. أنجب الزوجان ثلاث بنات. أُطلق اسم ابنتهما الراحلة، آني، على محاضرة سونينبليك السنوية في جامعة ويسليان، وكذلك على جائزة آني سونينبليك للكتابة.